# Io sono l'amore
Io sono l'amore è un film del 2009 co-scritto e diretto da Luca Guadagnino.
La sceneggiatura è stata scritta con la collaborazione di Ivan Cotroneo, Barbara Alberti e Walter Fasano. È il primo film della "trilogia del desiderio" di Guadagnino, a cui hanno fatto seguito A Bigger Splash (2015) e Chiamami col tuo nome (2017).
Il film è prodotto da First Sun e Mikado Film con il supporto del Ministero per i Beni e le Attività Culturali. La scrittura del film è iniziata 7 anni prima della distribuzione nelle sale cinematografiche, avvenuta il 19 marzo 2010.
È stato presentato nella sezione Orizzonti della 66ª Mostra internazionale d'arte cinematografica di Venezia e successivamente presentato, come unico film italiano, al Sundance Film Festival 2010..

## Trama
La ricca famiglia lombarda dei Recchi è composta da Emma e Tancredi e dai loro figli Elisabetta, Edoardo e Gianluca. Tra riti borghesi e convenzioni sociali nel cuore di Milano, si consumano le storie dei vari membri della famiglia, alle prese con gli affari dell'azienda familiare e ruoli che la loro posizione gli impone. L'algida Emma trova conforto e amore tra le braccia del giovane cuoco, Antonio. Emma gli rivela il suo passato e come Tancredi sia stato il suo pigmalione, prendendola sotto la sua ala protettiva e cambiandole addirittura nome. La passione che scoppia tra due anime totalmente differenti sopra le montagne di Sanremo, come sono Emma e Antonio, rompe invece legami e convenzioni ben radicate, portando i due ad entrare in contatto con la loro vera natura. La stessa azienda di famiglia, che all'inizio del film viene trasmessa nelle mani di Tancredi e del figlio Edoardo, subisce una radicale trasformazione. La vita di Emma prende una svolta decisiva con la tragica fine di Edoardo.

## Produzione
Le riprese in esterni del film sono state realizzate a Milano, Sanremo, Dolceacqua, Castel Vittorio, Buggio e Londra. La dimora della famiglia Recchi è Villa Necchi Campiglio, conservata e gestita dal FAI. Sebbene in Italia abbia incassato solo 240.000 euro, negli USA ha ricevuto buone recensioni ottenendo globalmente un discreto successo di pubblico con circa $10M di ricavi lordi.
I piatti realizzati dal personaggio interpretato da Edoardo Gabbriellini sono creati dallo chef Carlo Cracco.
Tra i realizzatori dei costumi del film, candidati all'Oscar, figurano diversi nomi noti: gli abiti indossati da Tilda Swinton sono disegnati da Raf Simons per Jil Sander, i personaggi maschili vestono Fendi e Alba Rohrwacher porta gioielli di Delfina Delettrez.

## Riconoscimenti
- 2011 - Premio Oscar
  - Candidatura Migliori costumi a Antonella Cannarozzi
- 2011 - Golden Globe
  - Candidatura Miglior film straniero (Italia)
- 2011 - British Academy Film Awards
  - Candidatura Miglior film straniero (Italia)
- 2011 - Dorian Awards
  - Film dell'anno
- 2010 - Nastro d'argento
  - Nastro d'argento europeo a Tilda Swinton
  - Candidatura Miglior soggetto a Luca Guadagnino
  - Candidatura Migliori costumi a Antonella Cannarozzi
- 2010 - Alabarda d'oro
  - Miglior regia a Luca Guadagnino
  - Candidatura Miglior film a Luca Guadagnino
  - Candidatura Migliore sceneggiatura a Luca Guadagnino
- 2010 - Satellite Award
  - Candidatura Migliore attrice in un film drammatico a Tilda Swinton
  - Candidatura Migliore fotografia a Yorick Le Saux
  - Candidatura Migliore scenografia a Francesca Balestra Di Mottola
  - Candidatura Miglior film straniero (Italia)